# Rue Alexis-Larrey
Pour les articles homonymes, voir Rue Larrey.
La rue Alexis-Larrey (en occitan : carrièra Alexis Larrey) est une voie de Toulouse, chef-lieu de la région Occitanie, dans le Midi de la France.

## Situation et accès

### Description
La rue Alexis-Larrey est une voie publique. Elle se trouve dans le quartier du Capitole, dans le secteur 1 - Centre. Elle naît perpendiculairement à la rue des Blanchers, presque à son origine, près de la place de la Daurade. Orientée au nord, relativement étroite et presque rectiligne, longue de 252 mètres, elle aboutit à la rue Pargaminières, face à l'entrée de l'îlot Valade (actuel no 34). Une entrée privée, accessible au public, permet de rejoindre le square Aymé-Kunc et la place de Bologne.
La chaussée compte une seule voie de circulation automobile, en sens unique, de la rue des Blanchers vers la rue Pargaminières. Elle est définie comme une zone de rencontre et la circulation est limitée à 20 km/h. Il n'existe ni bande, ni piste cyclable, quoiqu'elle soit à double-sens cyclable.

### Voies rencontrées
La rue Alexis-Larrey rencontre les voies suivantes, dans l'ordre des numéros croissants :
1. Rue des Blanchers
2. Place de Bologne - accès piéton (g)
3. Rue Pargaminières

### Transports
La rue Alexis-Larrey n'est pas directement desservie par les transports en commun Tisséo. Elle se trouve cependant à proximité immédiate de la place Saint-Pierre et de la place de la Daurade, traversées par la navette Ville. Les stations de métro les plus proches sont les stations Esquirol et Capitole, sur la ligne de métro .
Les stations de vélos en libre-service VélôToulouse les plus proches sont les stations no 11 (2 place de la Daurade), no 12 (66 rue Pargaminières) et no 28 (2 place Saint-Pierre).

## Odonymie

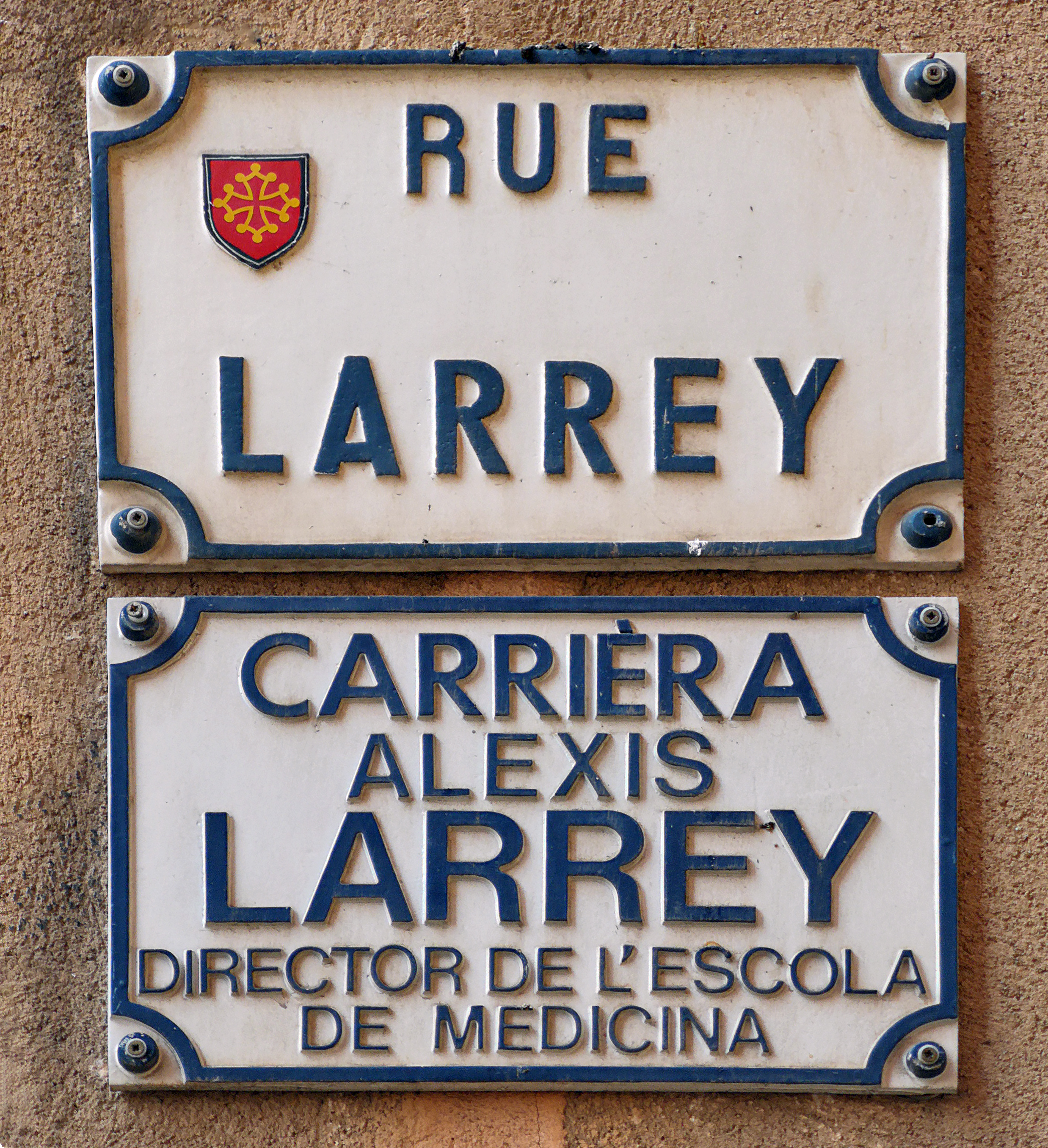
Plaques de rue en français et en occitan.

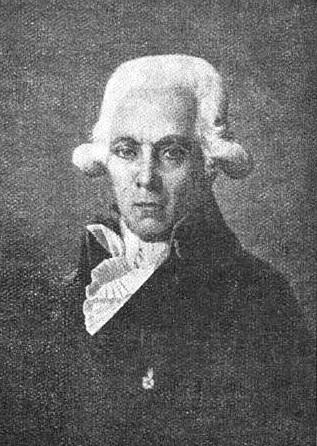
Portrait d'Alexis Larrey.

La rue est nommée en hommage au chirurgien Alexis Larrey. Originaire de Beaudéan (Hautes-Pyrénées), il fait ses études de chirurgie à l'hôtel-Dieu Saint-Jacques, à Toulouse. En 1776, il devient chirurgien-major à l'hôpital de La Grave. En 1779, il accueille son neveu orphelin, Dominique Larrey, qui le quitte quelques années plus tard pour poursuivre ses études à Paris. Alexis Larrey s'affirme comme une des autorités médicales de la ville et il devient professeur d'obstétrique à l'École royale de chirurgie en 1792. Mais l'année suivante, l'université est supprimée par décret et l'enseignement de la médecine est bouleversé. Alexis Larrey reste professeur d'anatomie de l'enseignement provisoire toulousain, soutenue par l'administration départementale. Finalement, il est le premier directeur de l'École impériale de médecine de Toulouse, créée par le décret impérial de mai 1806.
Au Moyen Âge, la rue Alexis-Larrey a porté des noms différents. Au début du XIVe siècle, elle était la rue de la Tour, car à son extrémité nord, vers la rue Pargaminières, elle était fermée par une des tours de l'ancienne muraille romaine qui séparait encore, au Moyen Âge, la Cité et le Bourg. Étant fermée au nord rn impasse (ou cul-de-sac) par cette muraille, elle fut également désignée, à partir du début du XVIe siècle, comme la rue du Sac ou le « coin du Sac ». En 1794, pendant la Révolution française, elle fut renommée rue Humanité, mais elle ne conserva pas ce nom et devint en 1806 la rue de l'Hospice-Militaire, qu'elle garda jusqu'en 1896. C'est à cette date que, par décision municipale, le nom d'Alexis Larrey lui fut donné,.

## Histoire

### Moyen Âge et période moderne
Au Moyen Âge, la rue appartient au capitoulat de la Daurade. Elle est plus courte que la rue actuelle, puisqu'elle se termine en impasse au pied d'une tour de l'enceinte gallo-romaine. En effet, le développement au haut-Moyen Âge du bourg Saint-Sernin, au nord de la cité romaine, laissait cette portion du rempart sans utilité, mais il en subsistait encore plusieurs éléments. C'est pour ces raisons que la rue porte aussi bien les noms de rue de la Tour (début du XIVe siècle) et de rue du Sac (début du XVIe siècle). La rue est bordée de plusieurs maisons et immeubles, habités principalement par des artisans et des pêcheurs (pescadors en occitan), qui ont leur chapelle et le siège de leur confrérie à la Capelle Redonde, au croisement de la rue des Pescadours (actuelle rue des Blanchers). À partir du XIIIe siècle, le côté droit de la rue est occupé par les dépendances du monastère des Dominicains (ou Jacobins).
À l'époque moderne, la rue du Sac reste populaire. On y trouve cependant une des premières salles de jeu de paume établies à Toulouse, tenue en 1549 par Bertrand et Jean de la Borde (emplacement de l'actuel no 15). La présence des dépendances du couvent des Dominicains se fait également particulièrement sentir. Au commencement du XVIe siècle, les Dominicains usurpent le sol de cette rue et la font fermer, mais en 1552, par arrêt du Parlement, ils sont contraints de la laisser ouverte. En 1559, la ville la fait d'ailleurs paver pour la première fois. Dans une dépendance du monastère des Dominicains, appelée l'Infirmerie, les capitouls font établir un atelier pour la fabrication des poudres et salpêtres, moyennant une redevance pour location, et en 1617 ils achetèrent ce local, mais en 1667 l'atelier est désaffecté, le roi s'étant attribué le monopole de la fabrication dés poudres.
Entre le XVIe siècle et le XVIIIe siècle, les communautés religieuses affirment leur emprise dans la rue du Sac. Dans la deuxième moitié du XVIe siècle, les Jésuites établissent leur noviciat à l'entrée de l'impasse. En 1636, ce sont les religieuses de la Compagnie des Filles de Notre Dame, congrégation fondée à Bordeaux par Jeanne de Lestonnac avec le soutien de l'archevêque François d'Escoubleau de Sourdis, qui s'établissent à Toulouse. Elles achètent successivement, de 1634 à 1768, treize immeubles en façade dans la rue du Sac, la rue Pargaminières et la rue des Pescadours, pour une superficie totale de 10 684 mètres carrés. Comme l'impasse s'appelle la rue du Sac, elles prennent le surnom de Religieuses du Sac.

### Époque contemporaine
À la Révolution française, le couvent des religieuses du Sac est fermé et leur congrégation dispersée : 60 religieuses, 12 sœurs converses et 80 pensionnaires sont contraintes de quitter la rue du Sac. Le couvent et ses propriétés – plusieurs maisons rue des Blanchers et rue Pargaminières – deviennent biens nationaux,. En 1792, l'éclatement de la guerre contre l'Espagne fait de Toulouse le siège de l'armée des Pyrénées. L'administration militaire établit des hôpitaux provisoires dans l'ancien couvent des Tierçaires (emplacement de l'actuel no 52 rue Pargaminières) et dans l'ancien couvent des Jacobins (actuelle allée Maurice-Prin). Au mois de novembre 1792, les bâtiments de l'ancien couvent des religieuses du Sac est choisi pour l'établissement définitif de l'hôpital militaire. Ainsi, lorsque la compagnie des Filles de Notre Dame se reconstitue en 1807, elles sont contraintes de chercher un nouvel immeuble pour les abriter et achètent l'ancienne maison de Saint-Antoine-de-Lézat, rue Pharaon (actuels no 18-20 de cette rue),.
En 1806, le conseil municipal décide de faire ouvrir cette rue, qui est encore fermée au nord par l'ancienne muraille romaine, mais la décision est ajournée, et ce n'est que vers le milieu du XIXe siècle qu'elle est ouverte sur la rue Pargaminières.
Les premiers projets de transfert de l'hôpital militaire datent de la première moitié du XXe siècle, en particulier à la suite de l'ouverture de l'hôpital suburbain de Purpan. Ce n'est qu'en 1973 que la décision est enfin prise : un hôpital régional militaire doit être construit à Pech David, au nord de Pouvourville et à proximité immédiate du nouvel hôpital de Rangueil. Le terrain est acheté en 1975 et les travaux menés entre 1982 et 1984, sous la direction des architectes Jean Seac'h et Henry Santelli. En 1985, l'espace de l'hôpital militaire de la rue Alexis-Larrey est intégré à une vaste zone d'aménagement concerté : les bâtiments de l'hôpital sont dévolus au Conservatoire régional de musique, tandis que les jardins sont livrés au projet immobilier présenté par l'architecte Castaing (actuelle place de Bologne).

## Patrimoine et lieux d'intérêt

### Conservatoire de musique
- no  17 : couvent des Filles de Notre-Dame (1636-1768) ; hôpital militaire Larrey (1804) ; conservatoire de musique Xavier Darasse (1987).  Inscrit MH (1987, façades et toitures des bâtiments A, C et F) et  Inscrit MH (1989, façades et toitures des bâtiments B, D, E, y compris la galerie du cloître subsistante et l'aire de l'ancien cloître ; les vestiges du rempart gallo-romain comportant les restes d'une tour demi-circulaire et d'une tour circulaire reliées par un élément de courtine)[9]. 
Le site est occupé à partir du XVIIe siècle par le couvent des Filles de Notre-Dame, puis après la Révolution française par l'hôpital Larrey. Après le déménagement de l'hôpital en 1987, des fouilles archéologiques sont menées, mettant au jour des vestiges du rempart du Ier siècle et un atelier de potier du IVe siècle[10].

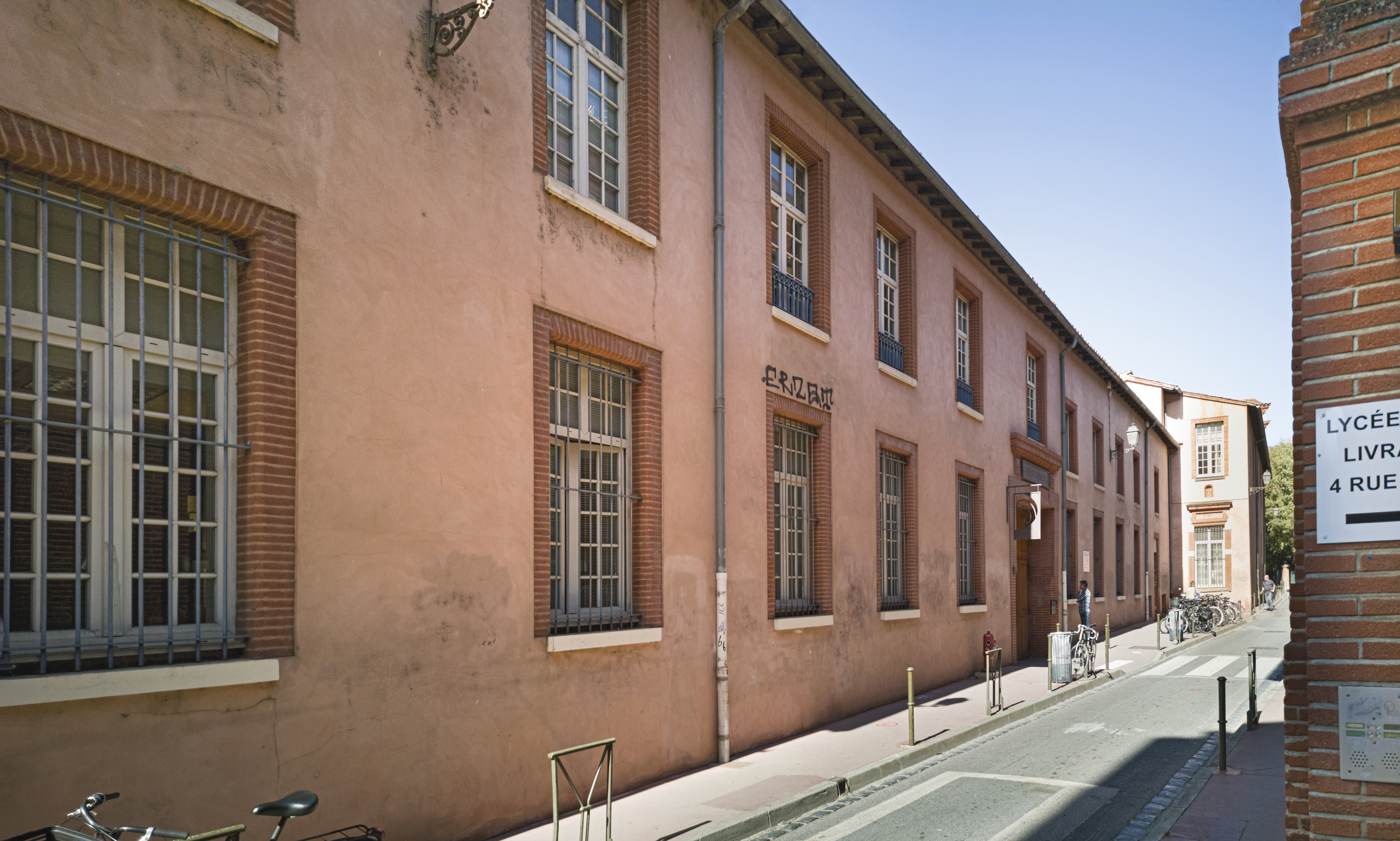
no 17 : façade du conservatoire sur la rue Alexis-Larrey.
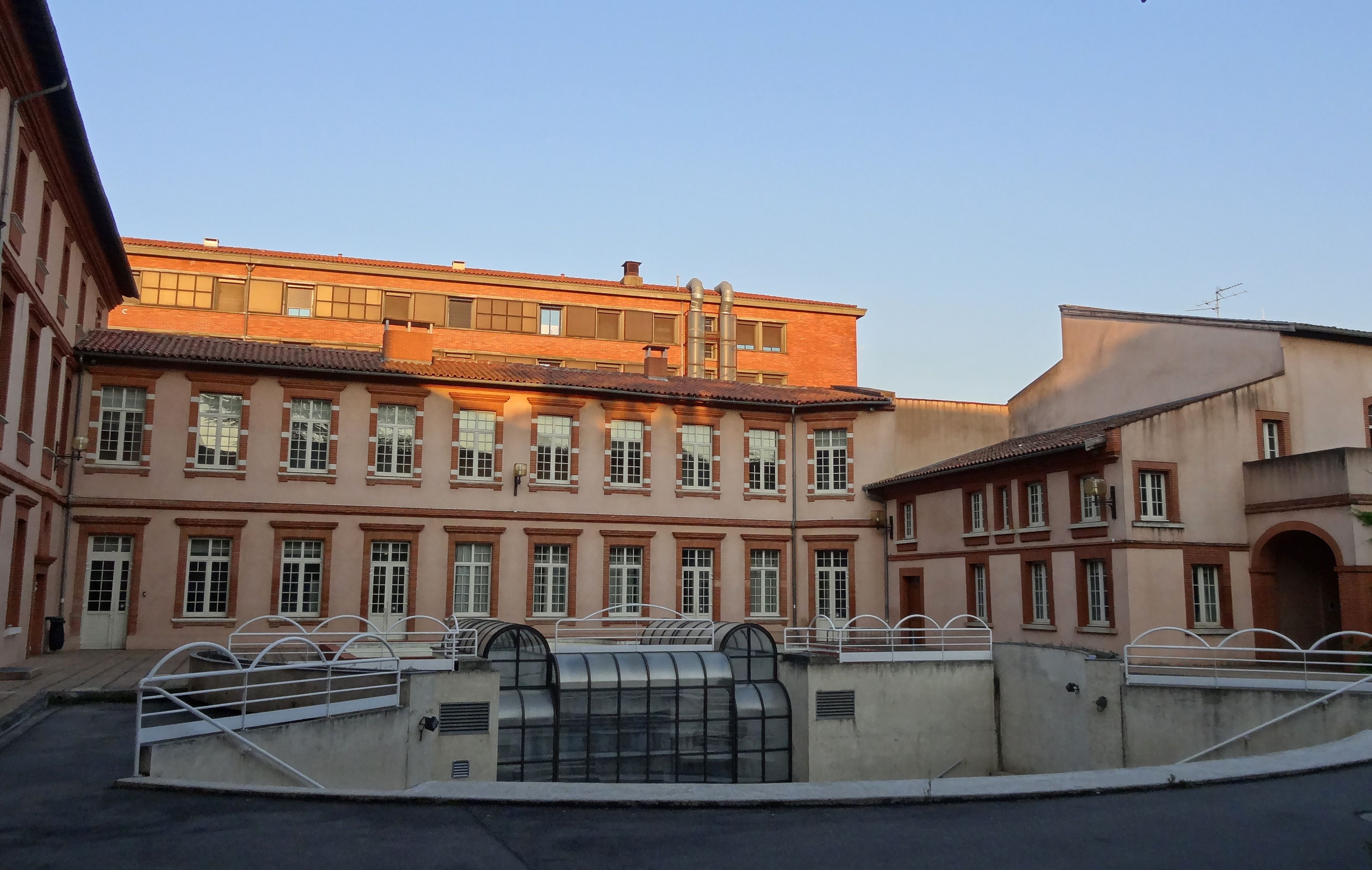
no 17 : cour principale du conservatoire.

### Établissements scolaires
- no  2 : école primaire Lakanal[11].
- no  4 : lycée Pierre-de-Fermat[12].

### Immeubles
- no  17 bis : résidence Larrey.